# Daniel Braithwaite
Daniel Braithwaite (ca. 1731 - 1817) est un mécène et collectionneur d'art britannique.

## Biographie
Daniel Braithwaite naît vers 1731 dans le Westmorland, comté du Nord-Ouest de l'Angleterre.

### Carrière dans la poste britannique
Il s'installe à Londres en 1762, où il est nommé premier secrétaire du bureau de poste en 1765 et greffier du ministre des Postes en 1768. Braithwaite tire profit de son travail pour bénéficier du patronage de nombreux dignitaires du bureau de poste et établir des connexions, notamment avec le peintre George Romney, qu'il introduit dans les milieux bourgeois, ce qui permet à l'artiste d'avoir accès à un important groupe de la société désireux de commander des portraits.
En 1789, il devient contrôleur du ministère des Affaires étrangères de la Poste. Son fils, James, est nommé maître de poste à New York, peu de temps avant la fin de la Révolte de Shays. Daniel Braithwaite possède une maison à Harpur Street à Londres et une propriété à Ampthill, Bedfordshire.

### Mécénat
Braithwaite devient actif dans les cercles artistiques en tant que mécène et collectionneur, et est pendant un certain temps l'un des propriétaires de l'European Magazine (en), dont il est l'éditeur scientifique avec et le spécialiste et éditeur shakespearien Isaac Reed (1742-1807) et le libraire et éditeur John Sewell (d) (c. 1733-1802).
Il est l'un des invités du fameux dîner qui a lieu chez Josiah Boydell en novembre 1786 et qui mène au lancement du projet de la Boydell Shakespeare Gallery. Parmi les invités, Benjamin West, peintre de cour du roi George III ; les peintres George Romney et Paul Sandby ; George Nicol, libraire du roi et peintre ; William Hayley, poète ; John Hoole, érudit et traducteur du Tasse et de L'Arioste, et l'éditeur John Boydell, qui prendra en charge cette entreprise. Ce projet éditorial inclut également l'établissement d'une galerie et des bases pour la fondation d'une école britannique de peinture d'histoire,,,.
William Hayley lui dédie The Life Of George Romney, Esq. (Londres, 1809).
Daniel Braithwaite meurt en 1817.